# ¿Y ahora qué hago?
¿Y ahora qué hago? es una serie de televisión mexicana producida por Televisa en 2007. Forma parte del bloque "Series originales - Hechas en casa" desarrollado por Canal 5 de México y transmitido por este mismo. Fue estrenada el jueves 17 de mayo de 2007 por televisión, estando disponible una semana antes en internet.

## Descripción
“¿Y ahora qué hago?” es una serie de comedia donde Adal Ramones se muestra como un ser humano común con su esposa y su hija, con su amigo y escritor Gerard, así como la relación que tiene con su representante y con su psicólogo quien, en lugar de ayudarlo, lo confunde cada vez más.
Adal se encontrará con diversos eventos con los que debe enfrentarse día a día: la familia, el trabajo, la casa, los hijos, los amigos, elementos que en ocasiones le darán múltiples satisfacciones pero al mismo tiempo dolores de cabeza.
“¿Y ahora qué hago?” es una comedia de situación basada en hechos y personajes reales que tratará de reflejar lo que vive Adal y mostrar al público lo complejo que la vida de un artista puede llegar a ser.
La serie se encuentra en el género de la comedia.

## Capítulos
| Nombre                                    | Episodio | Fecha               |
| ----------------------------------------- | -------- | ------------------- |
| El Inicio                                 | 1º       | 17 de mayo de 2007  |
| Bubbies o no Bubbies...Esa el la Cuestión | 2º       | 24 de mayo de 2007  |
| Si Houdinni Pudo...Yo También             | 3º       | 31 de mayo de 2007  |
| ¿Gay Yo?                                  | 4º       | 7 de junio de 2007  |
| Mi Hija Cumple Años                       | 5º       | 14 de junio de 2007 |
| Nos Queremos Embarazar                    | 6º       | 21 de junio de 2007 |
| Viva el Rock                              | 7º       | 28 de junio de 2007 |
| Crisis de la Edad Adulta                  | 8º       | 5 de julio de 2007  |
| Tiempo de Caridad                         | 9º       | 12 de julio de 2007 |
| De Regreso a Casa                         | 10º      | 19 de julio de 2007 |
| Mi Nuevo Amigo                            | 11º      | 26 de julio de 2007 |
| La Venganza es Dulce                      | 12º      | 2 de agosto de 2007 |
| ¿Dónde Esta Adal?                         | 13º      | 9 de agosto de 2007 |

## Personajes
- Adal Ramones, personaje famoso que debe nivelar su vida personal con la profesional, lidiando con la fama y con todas las cosas buenas y malas que esta trae a su vida.

- Gaby, esposa de Adal Ramones. Es una mujer tierna y paciente. Trata de ayudar y comprender a Adal lo más que puede.

- Paola, hija de Adal y Gaby. Es una niña tierna y dulce que está aprendiendo a vivir con Adal su padre y Adal la figura pública.

- Gerard, escritor de profesión y mejor amigo de Adal. Él se encargará de ayudar a Adal con sus problemas pero a veces su ayuda no hará más que perjudicar.

- Natalia Bracamontes (representante de Adal. Es una mujer atractiva, de carácter fuerte, adicta al cigarro que padece “telefonitis aguda” pues siempre está pegada a su celular. Ella será una de las culpables de que la vida de Adal a veces esté de cabeza.

- Doctor Santillana, personaje al que Adal recurre para solucionar sus problemas. Sin embargo, en lugar de ayudarlo lo confundirá mucho más.

- Doña Mary, trabaja para Adal y su familia. Es una mujer encantadora y con gran sentido del humor. Quiere mucho a la familia Ramones pero a veces, puede ocasionarles problemas.